# Christina Aus der Au
Christina Aus der Au Heymann, née en 1966 à Lucerne est une théologienne et philosophe suisse, membre de l'Église évangélique réformée. Elle est maîtresse de conférences à la faculté de théologie de l'université de Bâle et directrice du Centre pour le développement de l'Église de l'université de Zurich. Elle appartient au bureau du Présidium de l'Assemblée (Kirchentag) de l’Église protestante en Allemagne dont elle a présidé la 36e assemblée à Berlin et à Wittemberg, en 2017, année du 500e anniversaire de la Réforme.

## Biographie
Christina Aus der Au a grandi à Märstetten. De 1987 à 1989, elle suit les cours de philosophie et rhétorique à l'université Eberhard Karl de Tübingen et passe en 1992 sa maîtrise. De 1992 à 1995, elle étudie la théologie protestante à l'université de Zurich. En 1995, elle réussit les examens concordataires en théologie. De 1996 à 1998, elle est assistante de Bernhard Schmid à l'Institut des sciences de l'environnement de l'université de Zurich, puis de 1998 à 2002, de Johannes Fischer à l'Institut d'éthique sociale. De 1999 à 2002, elle est également tutrice au cours de MAS[Quoi ?] en éthique appliquée. En 2002, elle soutient son doctorat en théologie avec comme thème l'éthique environnementale à l'Université de Zurich.
Elle est nommée à l'université de Bâle, où elle est jusqu'en 2009 assistante du dogmaticien Reinhold Bernhardt. Elle bénéficie en 2006-2007 d'une bourse de recherche à cette université et a également le statut de Visiting Research Associate au Ian Ramsey Center à l'université d'Oxford. Elle obtient en 2008 son habilitation universitaire, avec comme thème l'Image de l'homme dans les neurosciences. En 2009, elle  est professeur invité à la chaire de théologie systématique et d'éthique à l'Université Friedrich-Alexander d'Erlangen-Nuremberg. Depuis 2009 également, elle est professeur d'éthique médicale à la faculté de médecine de l'université de Fribourg et privat-docente de théologie systématique à l'Université de Bâle. En 2010, elle devient directrice du Centre pour le développement de l'Église à l'Université de Zurich.
Christina Aus der Au est élue en 2013 avec Frank-Walter Steinmeier et Andreas Barner au bureau tricéphale de l'Assemblée de l’Église protestante en Allemagne. En 2017, année du 500e anniversaire de la Réforme, elle préside la 36e Assemblée de l'Église évangélique à Berlin et à Wittemberg, ainsi que les assemblées itinérantes de Leipzig, Magdebourg, Erfurt, Jena/Weimar, Dessau-Roßlau et Halle/Eisleben,.
Christina Aus der Au promeut la discussion, le dialogue et la transparence, pour montrer que la théologie universitaire peut être utile à la société. En tant que présidente d'assemblée ecclésiastique, elle tient à dialoguer avec les personnes qui ne croient plus en Dieu, et l'illustre par le "Tu me vois" du Livre de la Genèse.
Christina Aus der Au est mariée, a une fille et habite à Frauenfeld.

## Critiques
- En 2015, la décision du présidium de l'Assemblée de l’Église protestante en Allemagne, dont Christina Aus der Au fait partie, de ne pas intégrer les juifs messianiques aux travaux de l'assemblée de l'Église évangélique de Stuttgart en 2015 a été critiquée[6]. Aus der Au et la théologienne Christl M. Maier ont reproché, dans une nouvelle décision du présidium, aux organisations judéo-messianiques un systématisme qui mettrait en danger le dialogue judéo-chrétien[7][réf. incomplète].
- En 2017, le philosophe libre-penseur Michael Schmidt-Salomon a publiquement critiqué la décision des organisateurs du Kirchentag d'inviter Ahmed el-Tayeb, le cheikh de l'Université Al-Azhar du Caire à prendre la parole lors d'une table ronde. Dans sa défense publique de cette décision, Christiane Aus der Au a expliqué que « dans la rencontre concrète avec les musulmans tout n’est pas noir ou blanc. Par exemple, si une femme musulmane résidant en Europe se présente chez le gynécologue pour exciser sa fille, c'est contraire aux droits de l'homme. Cependant, si le médecin refusait de le faire, il pousserait les intéressées à se tourner vers un charlatan avec de vrais risques pour la santé de la jeune fille. Par conséquent, le médecin peut être amené à effectuer cette intervention chirurgicale contraire à ses convictions pour ensuite entreprendre quelque chose contre cette pratique religieuse avec les intéressées. »[8].

## Publications

### Monographies
- Achtsam wahrnehmen. Eine theologische Umweltethik. Neukirchener Verlagsgesellschaft, Neukirchen-Vluyn 2003,  (ISBN 3-7887-2012-3).
- Im Horizont der Anrede. Das theologische Menschenbild und seine Herausforderung durch die Neurowissenschaften. Vandenhoeck & Ruprecht, Göttingen 2011,  (ISBN 978-3-525-57019-7).

### Editions
- Menschsein denken. Anthropologien in theologischen Perspektiven. Neukirchener Verlagsgesellschaft, Neukirchen-Vluyn 2005,  (ISBN 3-7887-2101-4).
- Avec David Plüss: Körper – Kulte. Wahrnehmungen von Leiblichkeit in Theologie, Religions- und Kulturwissenschaften. Theologischer Verlag Zürich (TVZ), Zürich 2007,  (ISBN 978-3-290-17424-8).
- Körper – Leib – Seele – Geist. Schlüsselbegriffe einer aktuellen Debatte. TVZ, Zürich 2008,  (ISBN 978-3-290-17488-0).
- Avec Ralph Kunz, Thomas Schlag, Hans Strub: Urbanität und Oeffentlichkeit. Kirche im Spannungsfeld gesellschaftlicher Dynamiken. TVZ, Zürich 2013,  (ISBN 978-3-290-17666-2).

## Crédits
- (de) Cet article est partiellement ou en totalité issu de l’article de Wikipédia en allemand intitulé « Christina Aus der Au » (voir la liste des auteurs).